# Комар, Вацлав
Ва́цлав Ко́мар (пол. Wacław Komar; 4 мая 1909, Варшава — 26 января 1972, Варшава), имя при рождении Ме́ндель Ко́ссой (пол. Mendel Kossoj) — польский коммунист еврейского происхождения, генерал военной разведки и госбезопасности. Активист еврейского молодёжного движения и коммунистического подполья. Участник Гражданской войны в Испании, военнопленный Второй мировой войны. Один из руководителей разведки Войска Польского. Начальник разведывательного департамента Министерства общественной безопасности. Подвергался политическим репрессиям в ходе внутренней борьбы в ПОРП. После освобождения командовал Корпусом внутренней безопасности и внутренними войсками МВД ПНР. Отстранён во время антисемитской кампании.

## Коммунистический активист. Участник войн
Родился в семье еврея-шорника. В 1924 году Мендель Коссой вступил в Ха-шомер ха-цаир, а в 1926 году в Коммунистическую партию Польши. Он состоял в коммунистической боевой группе, в составе которой принимал участие в убийствах секретных сотрудников полиции. В подполье он пользовался кличками Куцик, Герберт, Павел, Нестор, Моряк, Цыган.
В 1927—1933 годах находился в СССР, где вступил в ВКП(б) и прошёл спецподготовку на курсах РККА и ОГПУ-НКВД. Принял имя Вацлав Комар.
Комар принял участие на стороне республиканцев в Гражданской войне в Испании, в том числе в битве под Гвадалахарой и обороне Мадрида. После поражения Польши в начале Второй мировой войны и немецкой оккупации Комар в 1939—1940 годах служил в польских частях во Франции, воевал с немецкими войсками, попал в плен. Был освобождён из плена в апреле 1945 после чего стал заместителем начальника польской военной миссии во Франции.

## В разведке и госбезопасности. Арест

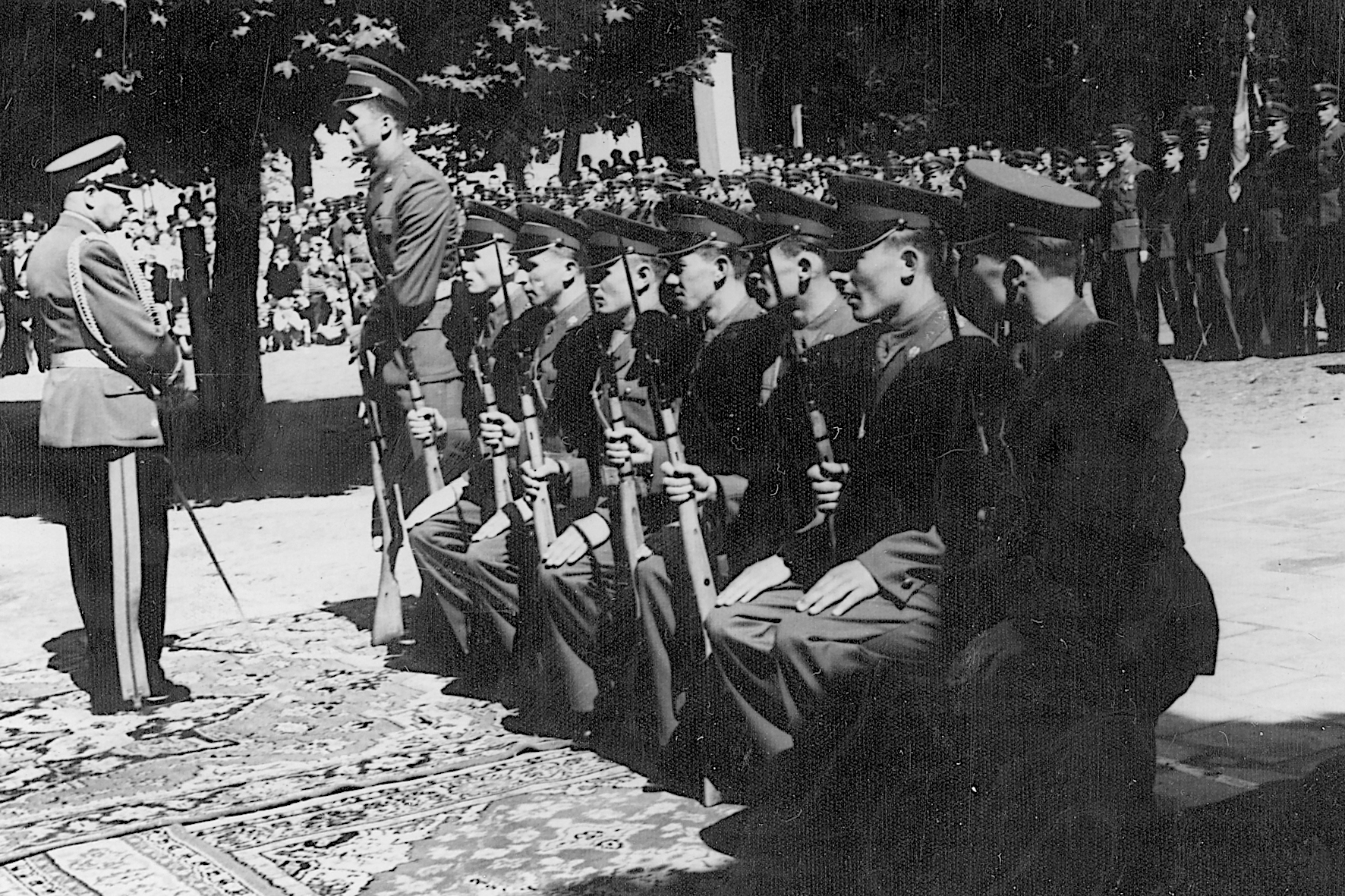
Вацлав Комар принимает офицеров-выпускников Офицерской школы Войск охраны пограничья, 1958 год

В декабре 1945 вернулся в Польшу. Занял пост начальника разведывательной службы Генштаба. С июня 1947 совместил военную службу со службой в Министерстве общественной безопасности (МОБ), руководил системой объединённой разведки. С июля 1947 по июнь 1950 — начальник VII департамента МОБ (внешняя разведка). В июле 1951 возглавил квартирмейстерство Войска Польского.
11 ноября 1952 Вацлав Комар был арестован в ходе партийной чистки. Подвергнут пыткам на следствии. Освобождён 23 декабря 1954, вскоре после расформирования МОБ. 
В 1955—1956 занимал хозяйственные должности, был директором заводов в Варшаве.

## Восстановление позиций. Защитник «Польского Октября»
24 августа 1956 генерал бригады Комар был назначен командующим Корпусом внутренней безопасности.
В октябре 1956 подчинённые Комару формирования во многом определили исход политического кризиса, которым сопровождался VIII пленум ЦК ПОРП. Части Корпуса выдвинулись к Варшаве, продемонстрировав Никите Хрущёву и Константину Рокоссовскому готовность к силовому столкновению. Результатом стало укрепление позиций Владислава Гомулки в процессе польской десталинизации. За свою роль в этих событиях — хронологически совпавших с Венгерским восстанием — Вацлав Комар сравнивался с Палом Малетером; с той разницей, что, в отличие от Надя и Малетера, Гомулка и Комар добились успеха.
С августа 1959 по июнь 1960 генерал Комар командовал также внутренними войсками. С июня 1960 — генеральный директор МВД ПНР. Был удостоен ряда польских, чехословацких, восточногерманских, югославских и итальянских наград.

## Отставка и кончина
15 февраля 1968 года, в ходе антисемитской кампании, Вацлав Комар был отправлен в отставку. Последние годы жизни находился на пенсии.
Скончался в возрасте 62 лет. Похоронен на кладбище Воинские Повонзки.

## Интересные факты
Сын Вацлава Комара — Михал Комар — известный польский кинематографист и журналист. Политически Комар-младший известен антикоммунистическими взглядами. В ПНР Михал Комар был связан с диссидентским движением — Комитетом защиты рабочих, Конфедерацией независимой Польши, Польским независимым соглашением. В 2010-х годах он поддерживал президента Бронислава Коморовского.